# Fentons Creamery
Fentons Creamery — ресторан, расположенный на авеню Пидмонт в Окленде, штат Калифорния, США. Является старейшим непрерывно действующим предприятием штата с небольшим стадом молочных коров в Вест-марине.

## История

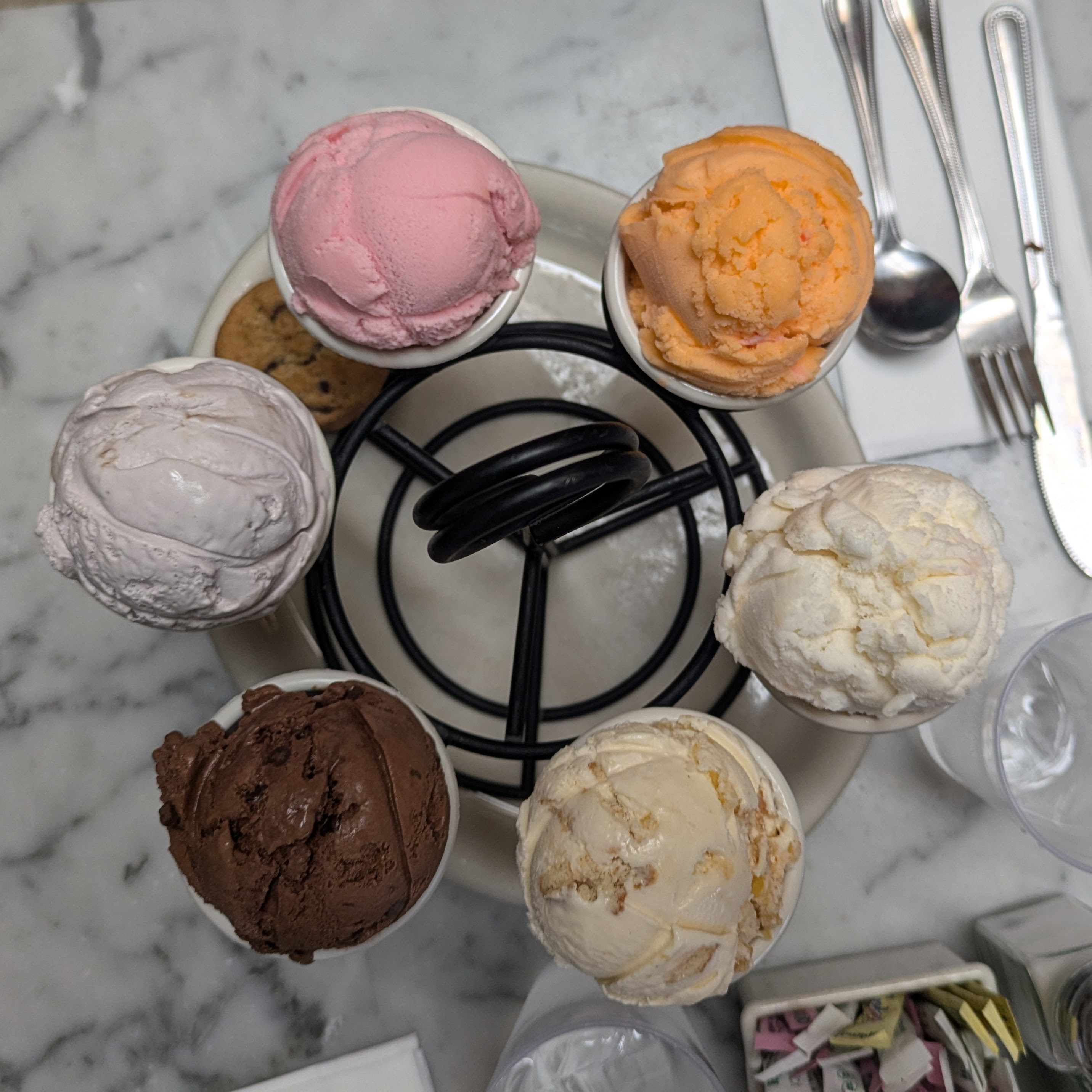
Мороженое и щербет в ресторане Fentons Creamery

Элдридж Сет Фентон открыл Fentons Creamery в 1894 году на углу улиц 41st Street и Howe. В 1961 году предприятие переехало на своё нынешнее место, в нескольких кварталах от отеля.
В 1894 году внук Элдриджа Сета, Мелвин Фентон, был ответственен за создание Rocky Road, а также Swiss Milk Chocolate и Toasted Almond.
Предприятие Fentons было уничтожено в 2001 году в результате поджога. Поджигатели утверждали, что владелец Fentons подстрекал их к разжиганию огня. Более 2 миллионов долларов было потрачено на перестройку здания с грилем, большим количеством столов и расширенным меню.
Предприятие Fentons было показано в анимационном фильме 2009 года «Вверх». Режиссёр Пит Доктер, продюсер Джонас Ривера и другие сотрудники Pixar являются постоянными клиентами Fentons. Доктер сказал, что создатели решили включить его в свой фильм после того, как в оригинальном сценарии кафе-мороженое было названо в честь другого места на Восточном побережье.
Кафе-мороженое также претендует на звание оригинальной родины мороженого Rocky Road. Производитель конфет Fentons Джордж Фаррен изготовил шоколадный батончик Rocky Road и решил смешать его со вкусом мороженого. Это вдохновило его друзей Уильяма Дрейера и Джозефа Эди, работавших в компании Dreyer’s, начать делать свою собственную версию, но заменив грецкие орехи миндалём. Тем не менее, фирма Dreyer’s по-прежнему продолжает продавать свой продукт под названием «The Original Rocky Road».
Второе заведение было открыто в 2007 году в Вакавилле, штат Калифорния, параллельно с магазином в фуд-корте международного аэропорта Окленда.